# Hundskär, Nagu
Hundskär är en ö nära Boskär i Nagu,  Finland. Den ligger i Skärgårdshavet i Pargas stad i den ekonomiska regionen  Åboland i landskapet Egentliga Finland, i den sydvästra delen av landet. Ön ligger omkring 5 kilometer sydost om Boskär, 21 kilometer söder om Nagu kyrka, 54 kilometer söder om Åbo och omkring 170 kilometer väster om Helsingfors. Närmaste allmänna förbindelse är förbindelsebryggan vid Nagu Berghamn som trafikeras av M/S Eivor och M/S Cheri.
Öns area är 5,3 hektar och dess största längd är 320 meter i nord-sydlig riktning. Ön höjer sig omkring 10 meter över havsytan.